# Hogna nervosa
Hogna nervosa là một loài nhện trong họ Lycosidae.
Loài này thuộc chi Hogna. Hogna nervosa được Eugen von Keyserling miêu tả năm 1891.